# Jitro
Jitro (německy Joch) je stará plošná míra představující plochu, kterou oráč s koněm zorá za jitro čili jeden den od jitra (rána) do poledne, případně až do soumraku (večera). Obdobné jednotky byly používány v mnoha zemích. V Čechách byla tato jednotka často zaměňována s jednotkou hon (kolik se uběhne do umdlení) nebo korec.

## Původ slova
Název je kalkem z německého Morgen.
V okolních zemích se používalo buď morgen nebo slovo se stejným základem (např. v polštině morga nebo morg, někdy i jutrzyna, v ukrajinštině морґ – morg).

## Velikost
Velikost v různých evropských zemích záležela na kvalitě půdy, nástrojů a zápřahu a pohybovala se v rozmezí 0,33–1,07 hektaru. V českých zemích asi 0,6 ha (0,5755 ha).

## Alternativní hodnoty
- jedno jitro staročeské (neboli jitro pražské) = 2837 metrů čtverečních = 1/72 lánu
- podle Hájkovy kroniky : jedno jitro = 1 hon = 3085 metru čtverečního, jednalo se o obdélník o stranách 42 krát 210 loktů
- po zavedení systému dolnorakouských měr v roce 1764 užíváno vídeňské jitro neboli katastrální jitro (Joch) = 5 755 metru čtverečního.[2]

## Alternativní jednotky v jiných zemích ajazycích
- Morgen, původní název v němčině, také Joch, Juchart, Tagwerk
- hold v maďarštině
- arpent ve francouzštině
- jutro v srbochorvatštině
- iugerum v latině
- jutro ve slovenštině
- morga, morg v polštině
- morg v ukrajinštině
- morgen v nizozemštině